# Liste des planètes mineures (49001-50000)
Voici la liste des planètes mineures numérotées de 49001 à 50000. Les planètes mineures sont numérotées lorsque leur orbite est confirmée, ce qui peut parfois se produire longtemps après leur découverte. Elles sont classées ici par leur numéro et donc approximativement par leur date de découverte.

## 49001-49100
| Nom            | Désignation provisoire | Date de la découverte | Découvreur                       |
| -------------- | ---------------------- | --------------------- | -------------------------------- |
| 49001 -        | 1998 QZ54              | 27 août 1998          | LONEOS                           |
| 49002 -        | 1998 QX57              | 30 août 1998          | Spacewatch                       |
| 49003 -        | 1998 QC58              | 30 août 1998          | Spacewatch                       |
| 49004 -        | 1998 QK61              | 26 août 1998          | LONEOS                           |
| 49005 -        | 1998 QN62              | 27 août 1998          | BAO Schmidt CCD Asteroid Program |
| 49006 -        | 1998 QL63              | 31 août 1998          | W. Bickel                        |
| 49007 -        | 1998 QF67              | 24 août 1998          | LINEAR                           |
| 49008 -        | 1998 QY68              | 24 août 1998          | LINEAR                           |
| 49009 -        | 1998 QZ68              | 24 août 1998          | LINEAR                           |
| 49010 -        | 1998 QF72              | 24 août 1998          | LINEAR                           |
| 49011 -        | 1998 QQ72              | 24 août 1998          | LINEAR                           |
| 49012 -        | 1998 QR72              | 24 août 1998          | LINEAR                           |
| 49013 -        | 1998 QW73              | 24 août 1998          | LINEAR                           |
| 49014 -        | 1998 QQ74              | 24 août 1998          | LINEAR                           |
| 49015 -        | 1998 QG75              | 24 août 1998          | LINEAR                           |
| 49016 -        | 1998 QJ77              | 24 août 1998          | LINEAR                           |
| 49017 -        | 1998 QN77              | 24 août 1998          | LINEAR                           |
| 49018 -        | 1998 QY84              | 24 août 1998          | LINEAR                           |
| 49019 -        | 1998 QF85              | 24 août 1998          | LINEAR                           |
| 49020 -        | 1998 QP86              | 24 août 1998          | LINEAR                           |
| 49021 -        | 1998 QL89              | 24 août 1998          | LINEAR                           |
| 49022 -        | 1998 QV91              | 28 août 1998          | LINEAR                           |
| 49023 -        | 1998 QQ93              | 28 août 1998          | LINEAR                           |
| 49024 -        | 1998 QX95              | 19 août 1998          | LINEAR                           |
| 49025 -        | 1998 QL96              | 19 août 1998          | LINEAR                           |
| 49026 -        | 1998 QW98              | 26 août 1998          | E. W. Elst                       |
| 49027 -        | 1998 QA99              | 26 août 1998          | E. W. Elst                       |
| 49028 -        | 1998 QM99              | 26 août 1998          | E. W. Elst                       |
| 49029 -        | 1998 QN102             | 26 août 1998          | E. W. Elst                       |
| 49030 -        | 1998 QL103             | 26 août 1998          | E. W. Elst                       |
| 49031 -        | 1998 QT103             | 26 août 1998          | E. W. Elst                       |
| 49032 -        | 1998 QS104             | 26 août 1998          | E. W. Elst                       |
| 49033 -        | 1998 QL105             | 25 août 1998          | E. W. Elst                       |
| 49034 -        | 1998 QS105             | 25 août 1998          | E. W. Elst                       |
| 49035 -        | 1998 QX106             | 25 août 1998          | E. W. Elst                       |
| (49036) Pélion | 1998 QM107             | 21 août 1998          | R. J. Whiteley, D. J. Tholen     |
| 49037 -        | 1998 QV107             | 17 août 1998          | LINEAR                           |
| 49038 -        | 1998 QY109             | 23 août 1998          | LINEAR                           |
| 49039 -        | 1998 RH                | 1er septembre 1998    | F. B. Zoltowski                  |
| 49040 -        | 1998 RO                | 9 septembre 1998      | ODAS                             |
| 49041 -        | 1998 RW                | 12 septembre 1998     | T. Kobayashi                     |
| 49042 -        | 1998 RD2               | 12 septembre 1998     | F. B. Zoltowski                  |
| 49043 -        | 1998 RG4               | 14 septembre 1998     | LINEAR                           |
| 49044 -        | 1998 RL15              | 15 septembre 1998     | Spacewatch                       |
| 49045 -        | 1998 RC17              | 14 septembre 1998     | LINEAR                           |
| 49046 -        | 1998 RV18              | 14 septembre 1998     | LINEAR                           |
| 49047 -        | 1998 RK20              | 14 septembre 1998     | LINEAR                           |
| 49048 -        | 1998 RZ21              | 15 septembre 1998     | Spacewatch                       |
| 49049 -        | 1998 RF25              | 14 septembre 1998     | LINEAR                           |
| 49050 -        | 1998 RL26              | 14 septembre 1998     | LINEAR                           |
| 49051 -        | 1998 RW27              | 14 septembre 1998     | LINEAR                           |
| 49052 -        | 1998 RV32              | 14 septembre 1998     | LINEAR                           |
| 49053 -        | 1998 RY33              | 14 septembre 1998     | LINEAR                           |
| 49054 -        | 1998 RQ34              | 14 septembre 1998     | LINEAR                           |
| 49055 -        | 1998 RQ35              | 14 septembre 1998     | LINEAR                           |
| 49056 -        | 1998 RZ39              | 14 septembre 1998     | LINEAR                           |
| 49057 -        | 1998 RZ41              | 14 septembre 1998     | LINEAR                           |
| 49058 -        | 1998 RQ42              | 14 septembre 1998     | LINEAR                           |
| 49059 -        | 1998 RP44              | 14 septembre 1998     | LINEAR                           |
| 49060 -        | 1998 RJ46              | 14 septembre 1998     | LINEAR                           |
| 49061 -        | 1998 RF47              | 14 septembre 1998     | LINEAR                           |
| 49062 -        | 1998 RR47              | 14 septembre 1998     | LINEAR                           |
| 49063 -        | 1998 RN48              | 14 septembre 1998     | LINEAR                           |
| 49064 -        | 1998 RV49              | 14 septembre 1998     | LINEAR                           |
| 49065 -        | 1998 RE50              | 14 septembre 1998     | LINEAR                           |
| 49066 -        | 1998 RN53              | 14 septembre 1998     | LINEAR                           |
| 49067 -        | 1998 RP53              | 14 septembre 1998     | LINEAR                           |
| 49068 -        | 1998 RF54              | 14 septembre 1998     | LINEAR                           |
| 49069 -        | 1998 RM54              | 14 septembre 1998     | LINEAR                           |
| 49070 -        | 1998 RV54              | 14 septembre 1998     | LINEAR                           |
| 49071 -        | 1998 RQ56              | 14 septembre 1998     | LINEAR                           |
| 49072 -        | 1998 RY57              | 14 septembre 1998     | LINEAR                           |
| 49073 -        | 1998 RA58              | 14 septembre 1998     | LINEAR                           |
| 49074 -        | 1998 RE58              | 14 septembre 1998     | LINEAR                           |
| 49075 -        | 1998 RJ58              | 14 septembre 1998     | LINEAR                           |
| 49076 -        | 1998 RB59              | 14 septembre 1998     | LINEAR                           |
| 49077 -        | 1998 RT59              | 14 septembre 1998     | LINEAR                           |
| 49078 -        | 1998 RX59              | 14 septembre 1998     | LINEAR                           |
| 49079 -        | 1998 RJ62              | 14 septembre 1998     | LINEAR                           |
| 49080 -        | 1998 RP63              | 14 septembre 1998     | LINEAR                           |
| 49081 -        | 1998 RA64              | 14 septembre 1998     | LINEAR                           |
| 49082 -        | 1998 RB64              | 14 septembre 1998     | LINEAR                           |
| 49083 -        | 1998 RS64              | 14 septembre 1998     | LINEAR                           |
| 49084 -        | 1998 RU65              | 14 septembre 1998     | LINEAR                           |
| 49085 -        | 1998 RO67              | 14 septembre 1998     | LINEAR                           |
| 49086 -        | 1998 RB68              | 14 septembre 1998     | LINEAR                           |
| 49087 -        | 1998 RC68              | 14 septembre 1998     | LINEAR                           |
| 49088 -        | 1998 RS68              | 14 septembre 1998     | LINEAR                           |
| 49089 -        | 1998 RR69              | 14 septembre 1998     | LINEAR                           |
| 49090 -        | 1998 RV69              | 14 septembre 1998     | LINEAR                           |
| 49091 -        | 1998 RZ70              | 14 septembre 1998     | LINEAR                           |
| 49092 -        | 1998 RK71              | 14 septembre 1998     | LINEAR                           |
| 49093 -        | 1998 RG72              | 14 septembre 1998     | LINEAR                           |
| 49094 -        | 1998 RQ72              | 14 septembre 1998     | LINEAR                           |
| 49095 -        | 1998 RT72              | 14 septembre 1998     | LINEAR                           |
| 49096 -        | 1998 RL73              | 14 septembre 1998     | LINEAR                           |
| 49097 -        | 1998 RU73              | 14 septembre 1998     | LINEAR                           |
| 49098 -        | 1998 RZ73              | 14 septembre 1998     | LINEAR                           |
| 49099 -        | 1998 RB74              | 14 septembre 1998     | LINEAR                           |
| 49100 -        | 1998 RT74              | 14 septembre 1998     | LINEAR                           |

## 49101-49200
| Nom                  | Désignation provisoire | Date de la découverte | Découvreur                       |
| -------------------- | ---------------------- | --------------------- | -------------------------------- |
| 49101 -              | 1998 RE76              | 14 septembre 1998     | LINEAR                           |
| 49102 -              | 1998 RQ76              | 14 septembre 1998     | LINEAR                           |
| 49103 -              | 1998 RE78              | 14 septembre 1998     | LINEAR                           |
| 49104 -              | 1998 RC79              | 14 septembre 1998     | LINEAR                           |
| 49105 -              | 1998 RT79              | 14 septembre 1998     | LINEAR                           |
| (49106) Janry        | 1998 SY                | 16 septembre 1998     | ODAS                             |
| 49107 -              | 1998 SG1               | 16 septembre 1998     | ODAS                             |
| (49108) Gouttesolard | 1998 SQ1               | 16 septembre 1998     | ODAS                             |
| (49109) Agnesraab    | 1998 SO2               | 18 septembre 1998     | R. Linderholm                    |
| (49110) Květafialová | 1998 SU2               | 16 septembre 1998     | P. Pravec, L. Šarounová          |
| 49111 -              | 1998 SE6               | 20 septembre 1998     | Spacewatch                       |
| 49112 -              | 1998 SF6               | 20 septembre 1998     | Spacewatch                       |
| 49113 -              | 1998 SK7               | 20 septembre 1998     | Spacewatch                       |
| 49114 -              | 1998 ST7               | 20 septembre 1998     | Spacewatch                       |
| 49115 -              | 1998 SL9               | 17 septembre 1998     | BAO Schmidt CCD Asteroid Program |
| 49116 -              | 1998 SX9               | 18 septembre 1998     | Observatoire de Višnjan          |
| 49117 -              | 1998 SC10              | 16 septembre 1998     | ODAS                             |
| (49118) Sergerochain | 1998 SL10              | 19 septembre 1998     | ODAS                             |
| 49119 -              | 1998 SX11              | 19 septembre 1998     | ODAS                             |
| 49120 -              | 1998 SJ12              | 17 septembre 1998     | Observatoire de Višnjan          |
| 49121 -              | 1998 SL14              | 17 septembre 1998     | LONEOS                           |
| 49122 -              | 1998 SR14              | 17 septembre 1998     | LONEOS                           |
| 49123 -              | 1998 SX16              | 17 septembre 1998     | Spacewatch                       |
| 49124 -              | 1998 SF17              | 17 septembre 1998     | Spacewatch                       |
| 49125 -              | 1998 SB22              | 23 septembre 1998     | Observatoire de Višnjan          |
| 49126 -              | 1998 SF22              | 23 septembre 1998     | Višnjan Observatory              |
| 49127 -              | 1998 ST22              | 24 septembre 1998     | Višnjan Observatory              |
| 49128 -              | 1998 SD23              | 17 septembre 1998     | LONEOS                           |
| 49129 -              | 1998 SW23              | 17 septembre 1998     | LONEOS                           |
| 49130 -              | 1998 SQ24              | 17 septembre 1998     | LONEOS                           |
| 49131 -              | 1998 SV24              | 17 septembre 1998     | LONEOS                           |
| 49132 -              | 1998 SW24              | 17 septembre 1998     | LONEOS                           |
| 49133 -              | 1998 SC25              | 19 septembre 1998     | LONEOS                           |
| 49134 -              | 1998 SF27              | 18 septembre 1998     | Observatoire de Višnjan          |
| 49135 -              | 1998 SP28              | 17 septembre 1998     | Spacewatch                       |
| 49136 -              | 1998 SY33              | 26 septembre 1998     | LINEAR                           |
| 49137 -              | 1998 SC35              | 26 septembre 1998     | LINEAR                           |
| 49138 -              | 1998 SV36              | 20 septembre 1998     | Spacewatch                       |
| 49139 -              | 1998 SF37              | 21 septembre 1998     | Spacewatch                       |
| 49140 -              | 1998 SU40              | 25 septembre 1998     | Spacewatch                       |
| 49141 -              | 1998 SM41              | 25 septembre 1998     | Spacewatch                       |
| 49142 -              | 1998 SQ42              | 23 septembre 1998     | Farra d'Isonzo                   |
| 49143 -              | 1998 SK43              | 23 septembre 1998     | BAO Schmidt CCD Asteroid Program |
| 49144 -              | 1998 SB46              | 25 septembre 1998     | Spacewatch                       |
| 49145 -              | 1998 SD46              | 25 septembre 1998     | Spacewatch                       |
| 49146 -              | 1998 SN48              | 27 septembre 1998     | Spacewatch                       |
| 49147 -              | 1998 SR48              | 27 septembre 1998     | Spacewatch                       |
| 49148 -              | 1998 SB49              | 23 septembre 1998     | Observatoire de Višnjan          |
| 49149 -              | 1998 SD49              | 24 septembre 1998     | Višnjan Observatory              |
| 49150 -              | 1998 SO50              | 26 septembre 1998     | Spacewatch                       |
| 49151 -              | 1998 SM51              | 27 septembre 1998     | Spacewatch                       |
| 49152 -              | 1998 SQ52              | 29 septembre 1998     | Spacewatch                       |
| 49153 -              | 1998 ST52              | 30 septembre 1998     | Spacewatch                       |
| 49154 -              | 1998 SM53              | 16 septembre 1998     | LONEOS                           |
| 49155 -              | 1998 SZ53              | 16 septembre 1998     | LONEOS                           |
| 49156 -              | 1998 SN54              | 16 septembre 1998     | LONEOS                           |
| 49157 -              | 1998 SQ54              | 16 septembre 1998     | LONEOS                           |
| 49158 -              | 1998 SB55              | 16 septembre 1998     | LONEOS                           |
| 49159 -              | 1998 SK55              | 16 septembre 1998     | LONEOS                           |
| 49160 -              | 1998 SW55              | 16 septembre 1998     | LONEOS                           |
| 49161 -              | 1998 SE56              | 16 septembre 1998     | LONEOS                           |
| 49162 -              | 1998 SO56              | 16 septembre 1998     | LONEOS                           |
| 49163 -              | 1998 SQ56              | 17 septembre 1998     | LONEOS                           |
| 49164 -              | 1998 ST56              | 17 septembre 1998     | LONEOS                           |
| 49165 -              | 1998 SU56              | 17 septembre 1998     | LONEOS                           |
| 49166 -              | 1998 SL57              | 17 septembre 1998     | LONEOS                           |
| 49167 -              | 1998 SP57              | 17 septembre 1998     | LONEOS                           |
| 49168 -              | 1998 SB58              | 17 septembre 1998     | LONEOS                           |
| 49169 -              | 1998 SL59              | 17 septembre 1998     | LONEOS                           |
| 49170 -              | 1998 SN59              | 17 septembre 1998     | LONEOS                           |
| 49171 -              | 1998 SD60              | 17 septembre 1998     | LONEOS                           |
| 49172 -              | 1998 SE60              | 17 septembre 1998     | LONEOS                           |
| 49173 -              | 1998 SQ63              | 29 septembre 1998     | BAO Schmidt CCD Asteroid Program |
| 49174 -              | 1998 SA64              | 20 septembre 1998     | E. W. Elst                       |
| 49175 -              | 1998 SG65              | 20 septembre 1998     | E. W. Elst                       |
| 49176 -              | 1998 SS65              | 20 septembre 1998     | E. W. Elst                       |
| 49177 -              | 1998 SU65              | 20 septembre 1998     | E. W. Elst                       |
| 49178 -              | 1998 SB67              | 20 septembre 1998     | E. W. Elst                       |
| 49179 -              | 1998 SC67              | 20 septembre 1998     | E. W. Elst                       |
| 49180 -              | 1998 SE67              | 20 septembre 1998     | E. W. Elst                       |
| 49181 -              | 1998 SU67              | 20 septembre 1998     | E. W. Elst                       |
| 49182 -              | 1998 SP69              | 19 septembre 1998     | LINEAR                           |
| 49183 -              | 1998 SW72              | 21 septembre 1998     | E. W. Elst                       |
| 49184 -              | 1998 SW73              | 21 septembre 1998     | E. W. Elst                       |
| 49185 -              | 1998 SA74              | 21 septembre 1998     | E. W. Elst                       |
| 49186 -              | 1998 SS75              | 20 septembre 1998     | BAO Schmidt CCD Asteroid Program |
| (49187) Zucchini     | 1998 SY75              | 18 septembre 1998     | Osservatorio San Vittore         |
| 49188 -              | 1998 SZ79              | 26 septembre 1998     | LINEAR                           |
| 49189 -              | 1998 SJ80              | 26 septembre 1998     | LINEAR                           |
| 49190 -              | 1998 SL81              | 26 septembre 1998     | LINEAR                           |
| 49191 -              | 1998 SN85              | 26 septembre 1998     | LINEAR                           |
| 49192 -              | 1998 SU89              | 26 septembre 1998     | LINEAR                           |
| 49193 -              | 1998 SM91              | 26 septembre 1998     | LINEAR                           |
| 49194 -              | 1998 SX95              | 26 septembre 1998     | LINEAR                           |
| 49195 -              | 1998 SG102             | 26 septembre 1998     | LINEAR                           |
| 49196 -              | 1998 SU103             | 26 septembre 1998     | LINEAR                           |
| 49197 -              | 1998 SC104             | 26 septembre 1998     | LINEAR                           |
| 49198 -              | 1998 SG107             | 26 septembre 1998     | LINEAR                           |
| 49199 -              | 1998 SQ107             | 26 septembre 1998     | LINEAR                           |
| 49200 -              | 1998 SW107             | 26 septembre 1998     | LINEAR                           |

## 49201-49300
| Nom                    | Désignation provisoire | Date de la découverte | Découvreur                       |
| ---------------------- | ---------------------- | --------------------- | -------------------------------- |
| 49201 -                | 1998 SH110             | 26 septembre 1998     | LINEAR                           |
| 49202 -                | 1998 SE111             | 26 septembre 1998     | LINEAR                           |
| 49203 -                | 1998 SW115             | 26 septembre 1998     | LINEAR                           |
| 49204 -                | 1998 SR116             | 26 septembre 1998     | LINEAR                           |
| 49205 -                | 1998 SZ117             | 26 septembre 1998     | LINEAR                           |
| 49206 -                | 1998 SR118             | 26 septembre 1998     | LINEAR                           |
| 49207 -                | 1998 SV118             | 26 septembre 1998     | LINEAR                           |
| 49208 -                | 1998 SB119             | 26 septembre 1998     | LINEAR                           |
| 49209 -                | 1998 SN119             | 26 septembre 1998     | LINEAR                           |
| 49210 -                | 1998 ST119             | 26 septembre 1998     | LINEAR                           |
| 49211 -                | 1998 SX119             | 26 septembre 1998     | LINEAR                           |
| 49212 -                | 1998 SM121             | 26 septembre 1998     | LINEAR                           |
| 49213 -                | 1998 SW122             | 26 septembre 1998     | LINEAR                           |
| 49214 -                | 1998 SJ123             | 26 septembre 1998     | LINEAR                           |
| 49215 -                | 1998 SE124             | 26 septembre 1998     | LINEAR                           |
| 49216 -                | 1998 SH124             | 26 septembre 1998     | LINEAR                           |
| 49217 -                | 1998 SJ124             | 26 septembre 1998     | LINEAR                           |
| 49218 -                | 1998 SQ124             | 26 septembre 1998     | LINEAR                           |
| 49219 -                | 1998 SR124             | 26 septembre 1998     | LINEAR                           |
| 49220 -                | 1998 SA129             | 26 septembre 1998     | LINEAR                           |
| 49221 -                | 1998 SR129             | 26 septembre 1998     | LINEAR                           |
| 49222 -                | 1998 SM135             | 26 septembre 1998     | LINEAR                           |
| 49223 -                | 1998 SA136             | 26 septembre 1998     | LINEAR                           |
| 49224 -                | 1998 SK136             | 26 septembre 1998     | LINEAR                           |
| 49225 -                | 1998 SV136             | 26 septembre 1998     | LINEAR                           |
| 49226 -                | 1998 SX136             | 26 septembre 1998     | LINEAR                           |
| 49227 -                | 1998 SC137             | 26 septembre 1998     | LINEAR                           |
| 49228 -                | 1998 SK137             | 26 septembre 1998     | LINEAR                           |
| 49229 -                | 1998 SB140             | 26 septembre 1998     | LINEAR                           |
| 49230 -                | 1998 SL140             | 26 septembre 1998     | LINEAR                           |
| 49231 -                | 1998 ST140             | 26 septembre 1998     | LINEAR                           |
| 49232 -                | 1998 SB143             | 26 septembre 1998     | LINEAR                           |
| 49233 -                | 1998 SE145             | 20 septembre 1998     | E. W. Elst                       |
| 49234 -                | 1998 SL146             | 20 septembre 1998     | E. W. Elst                       |
| 49235 -                | 1998 SZ146             | 20 septembre 1998     | E. W. Elst                       |
| 49236 -                | 1998 SK151             | 26 septembre 1998     | LINEAR                           |
| 49237 -                | 1998 SW153             | 26 septembre 1998     | LINEAR                           |
| 49238 -                | 1998 SE157             | 26 septembre 1998     | LINEAR                           |
| 49239 -                | 1998 SE164             | 18 septembre 1998     | E. W. Elst                       |
| 49240 -                | 1998 SF164             | 18 septembre 1998     | E. W. Elst                       |
| 49241 -                | 1998 TQ3               | 14 octobre 1998       | LINEAR                           |
| 49242 -                | 1998 TD5               | 13 octobre 1998       | K. Korlević                      |
| 49243 -                | 1998 TE5               | 13 octobre 1998       | K. Korlević                      |
| 49244 -                | 1998 TG5               | 13 octobre 1998       | K. Korlević                      |
| 49245 -                | 1998 TS5               | 13 octobre 1998       | K. Korlević                      |
| 49246 -                | 1998 TF6               | 15 octobre 1998       | K. Korlević                      |
| 49247 -                | 1998 TL6               | 13 octobre 1998       | L. Šarounová                     |
| 49248 -                | 1998 TX7               | 13 octobre 1998       | Spacewatch                       |
| 49249 -                | 1998 TV13              | 13 octobre 1998       | Spacewatch                       |
| 49250 -                | 1998 TD15              | 14 octobre 1998       | Spacewatch                       |
| 49251 -                | 1998 TR17              | 15 octobre 1998       | K. Korlević                      |
| 49252 -                | 1998 TZ18              | 14 octobre 1998       | BAO Schmidt CCD Asteroid Program |
| 49253 -                | 1998 TF21              | 13 octobre 1998       | Spacewatch                       |
| 49254 -                | 1998 TQ25              | 14 octobre 1998       | Spacewatch                       |
| 49255 -                | 1998 TJ29              | 15 octobre 1998       | Spacewatch                       |
| 49256 -                | 1998 TA31              | 10 octobre 1998       | LONEOS                           |
| 49257 -                | 1998 TJ31              | 10 octobre 1998       | LONEOS                           |
| 49258 -                | 1998 TM32              | 11 octobre 1998       | LONEOS                           |
| 49259 -                | 1998 TF33              | 14 octobre 1998       | LONEOS                           |
| 49260 -                | 1998 TU33              | 14 octobre 1998       | LONEOS                           |
| 49261 -                | 1998 TW33              | 14 octobre 1998       | LONEOS                           |
| 49262 -                | 1998 TY34              | 14 octobre 1998       | LONEOS                           |
| 49263 -                | 1998 TJ36              | 11 octobre 1998       | LONEOS                           |
| 49264 -                | 1998 UC                | 16 octobre 1998       | CSS                              |
| (49265) Raphaeljimenez | 1998 UM3               | 20 octobre 1998       | ODAS                             |
| 49266 -                | 1998 UW5               | 22 octobre 1998       | ODAS                             |
| 49267 -                | 1998 UU6               | 18 octobre 1998       | T. Kagawa                        |
| 49268 -                | 1998 UV7               | 23 octobre 1998       | K. Korlević                      |
| 49269 -                | 1998 UW7               | 23 octobre 1998       | K. Korlević                      |
| 49270 -                | 1998 UB9               | 17 octobre 1998       | BAO Schmidt CCD Asteroid Program |
| 49271 -                | 1998 UG15              | 20 octobre 1998       | F. B. Zoltowski                  |
| (49272) Bryce Canyon   | 1998 UT16              | 27 octobre 1998       | R. A. Tucker                     |
| 49273 -                | 1998 UY18              | 27 octobre 1998       | K. Korlević                      |
| 49274 -                | 1998 UB20              | 28 octobre 1998       | K. Korlević                      |
| 49275 -                | 1998 UO20              | 28 octobre 1998       | K. Korlević                      |
| 49276 -                | 1998 UA21              | 29 octobre 1998       | K. Korlević                      |
| 49277 -                | 1998 UK22              | 28 octobre 1998       | LINEAR                           |
| 49278 -                | 1998 UO22              | 28 octobre 1998       | LINEAR                           |
| 49279 -                | 1998 UP22              | 28 octobre 1998       | LINEAR                           |
| 49280 -                | 1998 UT22              | 28 octobre 1998       | J. Broughton                     |
| 49281 -                | 1998 UX22              | 30 octobre 1998       | K. Korlević                      |
| 49282 -                | 1998 UA24              | 17 octobre 1998       | LONEOS                           |
| 49283 -                | 1998 UG29              | 18 octobre 1998       | E. W. Elst                       |
| 49284 -                | 1998 US29              | 18 octobre 1998       | E. W. Elst                       |
| 49285 -                | 1998 UT29              | 18 octobre 1998       | E. W. Elst                       |
| 49286 -                | 1998 UC30              | 18 octobre 1998       | E. W. Elst                       |
| 49287 -                | 1998 US31              | 22 octobre 1998       | BAO Schmidt CCD Asteroid Program |
| 49288 -                | 1998 UD33              | 28 octobre 1998       | LINEAR                           |
| 49289 -                | 1998 UH40              | 28 octobre 1998       | LINEAR                           |
| 49290 -                | 1998 UV41              | 28 octobre 1998       | LINEAR                           |
| (49291) Thechills      | 1998 VJ                | 8 novembre 1998       | I. P. Griffin                    |
| 49292 -                | 1998 VA1               | 10 novembre 1998      | LINEAR                           |
| 49293 -                | 1998 VK1               | 10 novembre 1998      | LINEAR                           |
| (49294) Jacqclairnoëns | 1998 VG2               | 10 novembre 1998      | ODAS                             |
| 49295 -                | 1998 VJ2               | 10 novembre 1998      | ODAS                             |
| (49296) Lucdettwiller  | 1998 VD3               | 10 novembre 1998      | ODAS                             |
| 49297 -                | 1998 VY4               | 11 novembre 1998      | T. Stafford                      |
| 49298 -                | 1998 VS5               | 2 novembre 1998       | J. V. McClusky                   |
| 49299 -                | 1998 VU5               | 11 novembre 1998      | T. Kagawa                        |
| 49300 -                | 1998 VZ5               | 13 novembre 1998      | G. Hug, G. Bell                  |

## 49301-49400
| Nom                  | Désignation provisoire | Date de la découverte | Découvreur                       |
| -------------------- | ---------------------- | --------------------- | -------------------------------- |
| 49301 -              | 1998 VD6               | 11 novembre 1998      | T. Kagawa                        |
| 49302 -              | 1998 VW7               | 10 novembre 1998      | LINEAR                           |
| 49303 -              | 1998 VN9               | 10 novembre 1998      | LINEAR                           |
| 49304 -              | 1998 VT9               | 10 novembre 1998      | LINEAR                           |
| 49305 -              | 1998 VQ13              | 10 novembre 1998      | LINEAR                           |
| 49306 -              | 1998 VS13              | 10 novembre 1998      | LINEAR                           |
| 49307 -              | 1998 VJ15              | 10 novembre 1998      | LINEAR                           |
| 49308 -              | 1998 VV15              | 10 novembre 1998      | LINEAR                           |
| 49309 -              | 1998 VB16              | 10 novembre 1998      | LINEAR                           |
| 49310 -              | 1998 VD17              | 10 novembre 1998      | LINEAR                           |
| 49311 -              | 1998 VZ17              | 10 novembre 1998      | LINEAR                           |
| 49312 -              | 1998 VA18              | 10 novembre 1998      | LINEAR                           |
| 49313 -              | 1998 VM18              | 10 novembre 1998      | LINEAR                           |
| 49314 -              | 1998 VN19              | 10 novembre 1998      | LINEAR                           |
| 49315 -              | 1998 VP21              | 10 novembre 1998      | LINEAR                           |
| 49316 -              | 1998 VX23              | 10 novembre 1998      | LINEAR                           |
| 49317 -              | 1998 VN24              | 10 novembre 1998      | LINEAR                           |
| 49318 -              | 1998 VE25              | 10 novembre 1998      | LINEAR                           |
| 49319 -              | 1998 VT25              | 10 novembre 1998      | LINEAR                           |
| 49320 -              | 1998 VJ26              | 10 novembre 1998      | LINEAR                           |
| 49321 -              | 1998 VY28              | 10 novembre 1998      | LINEAR                           |
| 49322 -              | 1998 VN29              | 10 novembre 1998      | LINEAR                           |
| 49323 -              | 1998 VN30              | 10 novembre 1998      | LINEAR                           |
| 49324 -              | 1998 VX30              | 10 novembre 1998      | LINEAR                           |
| 49325 -              | 1998 VK31              | 14 novembre 1998      | T. Kobayashi                     |
| 49326 -              | 1998 VL31              | 14 novembre 1998      | T. Kobayashi                     |
| 49327 -              | 1998 VZ33              | 11 novembre 1998      | Farra d'Isonzo                   |
| 49328 -              | 1998 VL35              | 1er novembre 1998     | BAO Schmidt CCD Asteroid Program |
| 49329 -              | 1998 VQ35              | 9 novembre 1998       | BAO Schmidt CCD Asteroid Program |
| 49330 -              | 1998 VE36              | 14 novembre 1998      | LINEAR                           |
| 49331 -              | 1998 VZ37              | 10 novembre 1998      | LINEAR                           |
| 49332 -              | 1998 VC44              | 15 novembre 1998      | K. Korlević                      |
| 49333 -              | 1998 VP45              | 11 novembre 1998      | LONEOS                           |
| 49334 -              | 1998 VU45              | 14 novembre 1998      | LONEOS                           |
| 49335 -              | 1998 VV45              | 14 novembre 1998      | LONEOS                           |
| 49336 -              | 1998 VC49              | 10 novembre 1998      | LINEAR                           |
| 49337 -              | 1998 VN50              | 11 novembre 1998      | LINEAR                           |
| 49338 -              | 1998 VR51              | 13 novembre 1998      | LINEAR                           |
| 49339 -              | 1998 VH54              | 14 novembre 1998      | LINEAR                           |
| 49340 -              | 1998 WG                | 16 novembre 1998      | A. Boattini, L. Tesi             |
| 49341 -              | 1998 WW2               | 17 novembre 1998      | ODAS                             |
| 49342 -              | 1998 WE3               | 18 novembre 1998      | T. Kagawa                        |
| 49343 -              | 1998 WH3               | 19 novembre 1998      | T. Kobayashi                     |
| 49344 -              | 1998 WC4               | 20 novembre 1998      | Farra d'Isonzo                   |
| 49345 -              | 1998 WH4               | 18 novembre 1998      | S. Ueda, H. Kaneda               |
| 49346 -              | 1998 WK4               | 21 novembre 1998      | P. G. Comba                      |
| 49347 -              | 1998 WQ4               | 18 novembre 1998      | CSS                              |
| 49348 -              | 1998 WO6               | 23 novembre 1998      | T. Kobayashi                     |
| 49349 -              | 1998 WW6               | 24 novembre 1998      | W. R. Cooney Jr., P. M. Motl     |
| (49350) Katheynix    | 1998 WQ8               | 27 novembre 1998      | W. R. Cooney Jr.                 |
| 49351 -              | 1998 WE9               | 27 novembre 1998      | K. Korlević                      |
| 49352 -              | 1998 WS9               | 28 novembre 1998      | K. Korlević                      |
| 49353 -              | 1998 WY9               | 18 novembre 1998      | LINEAR                           |
| 49354 -              | 1998 WP11              | 21 novembre 1998      | LINEAR                           |
| 49355 -              | 1998 WH12              | 21 novembre 1998      | LINEAR                           |
| 49356 -              | 1998 WT13              | 21 novembre 1998      | LINEAR                           |
| 49357 -              | 1998 WG14              | 21 novembre 1998      | LINEAR                           |
| 49358 -              | 1998 WZ14              | 21 novembre 1998      | LINEAR                           |
| 49359 -              | 1998 WB15              | 21 novembre 1998      | LINEAR                           |
| 49360 -              | 1998 WM15              | 21 novembre 1998      | LINEAR                           |
| 49361 -              | 1998 WN15              | 21 novembre 1998      | LINEAR                           |
| 49362 -              | 1998 WW16              | 21 novembre 1998      | LINEAR                           |
| 49363 -              | 1998 WZ16              | 21 novembre 1998      | LINEAR                           |
| 49364 -              | 1998 WG17              | 21 novembre 1998      | LINEAR                           |
| 49365 -              | 1998 WR18              | 21 novembre 1998      | LINEAR                           |
| 49366 -              | 1998 WY18              | 21 novembre 1998      | LINEAR                           |
| 49367 -              | 1998 WK19              | 23 novembre 1998      | LINEAR                           |
| 49368 -              | 1998 WN19              | 23 novembre 1998      | LINEAR                           |
| 49369 -              | 1998 WO19              | 23 novembre 1998      | LINEAR                           |
| 49370 -              | 1998 WS21              | 18 novembre 1998      | LINEAR                           |
| 49371 -              | 1998 WZ21              | 18 novembre 1998      | LINEAR                           |
| 49372 -              | 1998 WL30              | 26 novembre 1998      | Spacewatch                       |
| 49373 -              | 1998 WO35              | 18 novembre 1998      | Spacewatch                       |
| 49374 -              | 1998 WD36              | 19 novembre 1998      | Spacewatch                       |
| 49375 -              | 1998 WW36              | 21 novembre 1998      | Spacewatch                       |
| 49376 -              | 1998 WB41              | 18 novembre 1998      | LINEAR                           |
| 49377 -              | 1998 WP41              | 24 novembre 1998      | LINEAR                           |
| 49378 -              | 1998 XU2               | 7 décembre 1998       | BAO Schmidt CCD Asteroid Program |
| 49379 -              | 1998 XF3               | 8 décembre 1998       | BAO Schmidt CCD Asteroid Program |
| 49380 -              | 1998 XU4               | 12 décembre 1998      | T. Kobayashi                     |
| 49381 -              | 1998 XX4               | 12 décembre 1998      | T. Kobayashi                     |
| (49382) Lynnokamoto  | 1998 XG5               | 12 décembre 1998      | R. A. Tucker                     |
| 49383 -              | 1998 XP6               | 8 décembre 1998       | Spacewatch                       |
| (49384) Hubertnaudot | 1998 XX9               | 12 décembre 1998      | R. Roy                           |
| 49385 -              | 1998 XA12              | 14 décembre 1998      | LINEAR                           |
| 49386 -              | 1998 XH12              | 4 décembre 1998       | BAO Schmidt CCD Asteroid Program |
| 49387 -              | 1998 XH16              | 14 décembre 1998      | LINEAR                           |
| 49388 -              | 1998 XR20              | 10 décembre 1998      | Spacewatch                       |
| 49389 -              | 1998 XS20              | 10 décembre 1998      | Spacewatch                       |
| 49390 -              | 1998 XO21              | 10 décembre 1998      | Spacewatch                       |
| 49391 -              | 1998 XH25              | 13 décembre 1998      | Spacewatch                       |
| 49392 -              | 1998 XD26              | 15 décembre 1998      | BAO Schmidt CCD Asteroid Program |
| 49393 -              | 1998 XC28              | 14 décembre 1998      | LINEAR                           |
| 49394 -              | 1998 XT29              | 14 décembre 1998      | LINEAR                           |
| 49395 -              | 1998 XW32              | 14 décembre 1998      | LINEAR                           |
| 49396 -              | 1998 XG40              | 14 décembre 1998      | LINEAR                           |
| 49397 -              | 1998 XU40              | 14 décembre 1998      | LINEAR                           |
| 49398 -              | 1998 XO41              | 14 décembre 1998      | LINEAR                           |
| 49399 -              | 1998 XK44              | 14 décembre 1998      | LINEAR                           |
| 49400 -              | 1998 XS44              | 14 décembre 1998      | LINEAR                           |

## 49401-49500
| Nom                     | Désignation provisoire | Date de la découverte | Découvreur                       |
| ----------------------- | ---------------------- | --------------------- | -------------------------------- |
| 49401 -                 | 1998 XT44              | 14 décembre 1998      | LINEAR                           |
| 49402 -                 | 1998 XZ44              | 14 décembre 1998      | LINEAR                           |
| 49403 -                 | 1998 XE45              | 14 décembre 1998      | LINEAR                           |
| 49404 -                 | 1998 XN45              | 14 décembre 1998      | LINEAR                           |
| 49405 -                 | 1998 XW46              | 14 décembre 1998      | LINEAR                           |
| 49406 -                 | 1998 XP47              | 14 décembre 1998      | LINEAR                           |
| 49407 -                 | 1998 XC50              | 14 décembre 1998      | LINEAR                           |
| 49408 -                 | 1998 XL50              | 14 décembre 1998      | LINEAR                           |
| 49409 -                 | 1998 XS50              | 14 décembre 1998      | LINEAR                           |
| 49410 -                 | 1998 XR51              | 14 décembre 1998      | LINEAR                           |
| 49411 -                 | 1998 XT51              | 14 décembre 1998      | LINEAR                           |
| 49412 -                 | 1998 XV55              | 15 décembre 1998      | LINEAR                           |
| 49413 -                 | 1998 XZ62              | 14 décembre 1998      | LINEAR                           |
| 49414 -                 | 1998 XT65              | 14 décembre 1998      | LINEAR                           |
| 49415 -                 | 1998 XE68              | 14 décembre 1998      | LINEAR                           |
| 49416 -                 | 1998 XG73              | 14 décembre 1998      | LINEAR                           |
| 49417 -                 | 1998 XM73              | 14 décembre 1998      | LINEAR                           |
| 49418 -                 | 1998 XP73              | 14 décembre 1998      | LINEAR                           |
| 49419 -                 | 1998 XJ74              | 14 décembre 1998      | LINEAR                           |
| 49420 -                 | 1998 XK74              | 14 décembre 1998      | LINEAR                           |
| 49421 -                 | 1998 XC77              | 15 décembre 1998      | LINEAR                           |
| 49422 -                 | 1998 XM77              | 15 décembre 1998      | LINEAR                           |
| 49423 -                 | 1998 XR77              | 15 décembre 1998      | LINEAR                           |
| 49424 -                 | 1998 XC80              | 15 décembre 1998      | LINEAR                           |
| 49425 -                 | 1998 XE80              | 15 décembre 1998      | LINEAR                           |
| 49426 -                 | 1998 XP80              | 15 décembre 1998      | LINEAR                           |
| 49427 -                 | 1998 XE86              | 15 décembre 1998      | LINEAR                           |
| 49428 -                 | 1998 XL94              | 15 décembre 1998      | LINEAR                           |
| 49429 -                 | 1998 XZ95              | 2 décembre 1998       | BAO Schmidt CCD Asteroid Program |
| 49430 -                 | 1998 XZ96              | 11 décembre 1998      | O. A. Naranjo                    |
| 49431 -                 | 1998 XB99              | 15 décembre 1998      | LINEAR                           |
| 49432 -                 | 1998 YD                | 16 décembre 1998      | K. Korlević                      |
| 49433 -                 | 1998 YS                | 16 décembre 1998      | T. Kobayashi                     |
| 49434 -                 | 1998 YB1               | 16 décembre 1998      | T. Kagawa                        |
| 49435 -                 | 1998 YH1               | 16 décembre 1998      | T. Kagawa                        |
| 49436 -                 | 1998 YX2               | 17 décembre 1998      | P. Pravec, U. Babiaková          |
| 49437 -                 | 1998 YY3               | 17 décembre 1998      | T. Kagawa                        |
| 49438 -                 | 1998 YD4               | 19 décembre 1998      | T. Kobayashi                     |
| (49439) Jeanlouispala   | 1998 YC5               | 17 décembre 1998      | ODAS                             |
| (49440) Kenzotange      | 1998 YP5               | 21 décembre 1998      | A. Nakamura                      |
| (49441) Scerbanenco     | 1998 YM6               | 22 décembre 1998      | Osservatorio San Vittore         |
| 49442 -                 | 1998 YD7               | 20 décembre 1998      | F. Uto                           |
| (49443) Marcobondi      | 1998 YN7               | 22 décembre 1998      | G. Masotti, D. Guidetti          |
| 49444 -                 | 1998 YO7               | 22 décembre 1998      | T. Kagawa                        |
| 49445 -                 | 1998 YS8               | 17 décembre 1998      | BAO Schmidt CCD Asteroid Program |
| 49446 -                 | 1998 YO9               | 25 décembre 1998      | K. Korlević, M. Jurić            |
| 49447 -                 | 1998 YW11              | 26 décembre 1998      | T. Kobayashi                     |
| (49448) Macocha         | 1998 YJ12              | 21 décembre 1998      | P. Pravec                        |
| 49449 -                 | 1998 YN13              | 17 décembre 1998      | Spacewatch                       |
| 49450 -                 | 1998 YD14              | 19 décembre 1998      | Spacewatch                       |
| 49451 -                 | 1998 YH18              | 25 décembre 1998      | Spacewatch                       |
| 49452 -                 | 1998 YV18              | 25 décembre 1998      | Spacewatch                       |
| 49453 -                 | 1998 YD19              | 25 décembre 1998      | Spacewatch                       |
| 49454 -                 | 1998 YH22              | 30 décembre 1998      | W. R. Cooney Jr., T. Martin      |
| 49455 -                 | 1998 YO22              | 29 décembre 1998      | BAO Schmidt CCD Asteroid Program |
| 49456 -                 | 1998 YD28              | 21 décembre 1998      | LINEAR                           |
| 49457 -                 | 1998 YC30              | 19 décembre 1998      | BAO Schmidt CCD Asteroid Program |
| 49458 -                 | 1999 AH2               | 9 janvier 1999        | T. Kobayashi                     |
| 49459 -                 | 1999 AJ2               | 9 janvier 1999        | T. Kobayashi                     |
| 49460 -                 | 1999 AT4               | 11 janvier 1999       | T. Kobayashi                     |
| 49461 -                 | 1999 AK5               | 10 janvier 1999       | Y. Shimizu, T. Urata             |
| 49462 -                 | 1999 AS6               | 9 janvier 1999        | K. Korlević                      |
| 49463 -                 | 1999 AZ6               | 9 janvier 1999        | K. Korlević                      |
| 49464 -                 | 1999 AO7               | 11 janvier 1999       | K. Korlević                      |
| 49465 -                 | 1999 AT8               | 10 janvier 1999       | J. V. McClusky                   |
| (49466) Huanglin        | 1999 AX8               | 6 janvier 1999        | BAO Schmidt CCD Asteroid Program |
| 49467 -                 | 1999 AC16              | 9 janvier 1999        | Spacewatch                       |
| 49468 -                 | 1999 AE24              | 15 janvier 1999       | T. Kobayashi                     |
| (49469) Emilianomazzoni | 1999 AL25              | 15 janvier 1999       | S. Donati                        |
| 49470 -                 | 1999 AZ26              | 9 janvier 1999        | Spacewatch                       |
| 49471 -                 | 1999 AX27              | 11 janvier 1999       | Spacewatch                       |
| 49472 -                 | 1999 AR30              | 14 janvier 1999       | Spacewatch                       |
| 49473 -                 | 1999 AT32              | 15 janvier 1999       | Spacewatch                       |
| 49474 -                 | 1999 BL                | 16 janvier 1999       | T. Kobayashi                     |
| 49475 -                 | 1999 BH3               | 19 janvier 1999       | Črni Vrh                         |
| 49476 -                 | 1999 BA6               | 21 janvier 1999       | K. Korlević                      |
| 49477 -                 | 1999 BA8               | 21 janvier 1999       | K. Korlević                      |
| 49478 -                 | 1999 BY8               | 22 janvier 1999       | K. Korlević                      |
| 49479 -                 | 1999 BH9               | 22 janvier 1999       | K. Korlević                      |
| 49480 -                 | 1999 BX9               | 23 janvier 1999       | K. Korlević                      |
| (49481) Gisellarubini   | 1999 BJ12              | 24 janvier 1999       | M. M. M. Santangelo              |
| 49482 -                 | 1999 BV12              | 24 janvier 1999       | K. Korlević                      |
| 49483 -                 | 1999 BP13              | 25 janvier 1999       | K. Korlević                      |
| 49484 -                 | 1999 BP15              | 27 janvier 1999       | D. K. Chesney                    |
| 49485 -                 | 1999 BL16              | 16 janvier 1999       | LINEAR                           |
| 49486 -                 | 1999 BU18              | 16 janvier 1999       | LINEAR                           |
| 49487 -                 | 1999 BM22              | 18 janvier 1999       | LINEAR                           |
| 49488 -                 | 1999 BZ23              | 18 janvier 1999       | LINEAR                           |
| 49489 -                 | 1999 BQ24              | 18 janvier 1999       | LINEAR                           |
| 49490 -                 | 1999 BX24              | 18 janvier 1999       | LINEAR                           |
| 49491 -                 | 1999 BW25              | 18 janvier 1999       | LINEAR                           |
| 49492 -                 | 1999 BC26              | 19 janvier 1999       | K. Korlević                      |
| 49493 -                 | 1999 CD                | 4 février 1999        | T. Kobayashi                     |
| 49494 -                 | 1999 CJ1               | 6 février 1999        | T. Kobayashi                     |
| 49495 -                 | 1999 CU1               | 7 février 1999        | T. Kobayashi                     |
| 49496 -                 | 1999 CC2               | 8 février 1999        | T. Kobayashi                     |
| 49497 -                 | 1999 CM3               | 8 février 1999        | F. Uto                           |
| 49498 -                 | 1999 CO5               | 12 février 1999       | T. Kagawa                        |
| 49499 -                 | 1999 CJ8               | 13 février 1999       | T. Kobayashi                     |
| (49500) Ishitoshi       | 1999 CP9               | 14 février 1999       | T. Kobayashi                     |

## 49501-49600
| Nom           | Désignation provisoire | Date de la découverte | Découvreur            |
| ------------- | ---------------------- | --------------------- | --------------------- |
| (49501) Basso | 1999 CN10              | 13 février 1999       | G. Masi               |
| 49502 -       | 1999 CK14              | 15 février 1999       | K. Korlević           |
| 49503 -       | 1999 CX16              | 10 février 1999       | LINEAR                |
| 49504 -       | 1999 CA17              | 10 février 1999       | LINEAR                |
| 49505 -       | 1999 CF19              | 10 février 1999       | LINEAR                |
| 49506 -       | 1999 CE20              | 10 février 1999       | LINEAR                |
| 49507 -       | 1999 CF20              | 10 février 1999       | LINEAR                |
| 49508 -       | 1999 CG22              | 10 février 1999       | LINEAR                |
| 49509 -       | 1999 CM22              | 10 février 1999       | LINEAR                |
| 49510 -       | 1999 CX22              | 10 février 1999       | LINEAR                |
| 49511 -       | 1999 CT25              | 10 février 1999       | LINEAR                |
| 49512 -       | 1999 CJ27              | 10 février 1999       | LINEAR                |
| 49513 -       | 1999 CK28              | 10 février 1999       | LINEAR                |
| 49514 -       | 1999 CM31              | 10 février 1999       | LINEAR                |
| 49515 -       | 1999 CP31              | 10 février 1999       | LINEAR                |
| 49516 -       | 1999 CJ32              | 10 février 1999       | LINEAR                |
| 49517 -       | 1999 CK32              | 10 février 1999       | LINEAR                |
| 49518 -       | 1999 CN32              | 10 février 1999       | LINEAR                |
| 49519 -       | 1999 CU33              | 10 février 1999       | LINEAR                |
| 49520 -       | 1999 CX33              | 10 février 1999       | LINEAR                |
| 49521 -       | 1999 CC36              | 10 février 1999       | LINEAR                |
| 49522 -       | 1999 CK37              | 10 février 1999       | LINEAR                |
| 49523 -       | 1999 CL38              | 10 février 1999       | LINEAR                |
| 49524 -       | 1999 CJ39              | 10 février 1999       | LINEAR                |
| 49525 -       | 1999 CO40              | 10 février 1999       | LINEAR                |
| 49526 -       | 1999 CP40              | 10 février 1999       | LINEAR                |
| 49527 -       | 1999 CR44              | 10 février 1999       | LINEAR                |
| 49528 -       | 1999 CN46              | 10 février 1999       | LINEAR                |
| 49529 -       | 1999 CF48              | 10 février 1999       | LINEAR                |
| 49530 -       | 1999 CC50              | 10 février 1999       | LINEAR                |
| 49531 -       | 1999 CR51              | 10 février 1999       | LINEAR                |
| 49532 -       | 1999 CJ54              | 10 février 1999       | LINEAR                |
| 49533 -       | 1999 CN54              | 10 février 1999       | LINEAR                |
| 49534 -       | 1999 CO56              | 10 février 1999       | LINEAR                |
| 49535 -       | 1999 CB57              | 10 février 1999       | LINEAR                |
| 49536 -       | 1999 CS60              | 12 février 1999       | LINEAR                |
| 49537 -       | 1999 CY60              | 12 février 1999       | LINEAR                |
| 49538 -       | 1999 CH61              | 12 février 1999       | LINEAR                |
| 49539 -       | 1999 CQ62              | 12 février 1999       | LINEAR                |
| 49540 -       | 1999 CU63              | 12 février 1999       | LINEAR                |
| 49541 -       | 1999 CO66              | 12 février 1999       | LINEAR                |
| 49542 -       | 1999 CT70              | 12 février 1999       | LINEAR                |
| 49543 -       | 1999 CD76              | 12 février 1999       | LINEAR                |
| 49544 -       | 1999 CA77              | 12 février 1999       | LINEAR                |
| 49545 -       | 1999 CJ77              | 12 février 1999       | LINEAR                |
| 49546 -       | 1999 CG79              | 12 février 1999       | LINEAR                |
| 49547 -       | 1999 CY82              | 10 février 1999       | LINEAR                |
| 49548 -       | 1999 CP83              | 10 février 1999       | LINEAR                |
| 49549 -       | 1999 CL84              | 10 février 1999       | LINEAR                |
| 49550 -       | 1999 CO84              | 10 février 1999       | LINEAR                |
| 49551 -       | 1999 CV84              | 10 février 1999       | LINEAR                |
| 49552 -       | 1999 CF85              | 10 février 1999       | LINEAR                |
| 49553 -       | 1999 CB87              | 10 février 1999       | LINEAR                |
| 49554 -       | 1999 CG87              | 10 février 1999       | LINEAR                |
| 49555 -       | 1999 CK88              | 10 février 1999       | LINEAR                |
| 49556 -       | 1999 CJ91              | 10 février 1999       | LINEAR                |
| 49557 -       | 1999 CQ91              | 10 février 1999       | LINEAR                |
| 49558 -       | 1999 CN92              | 10 février 1999       | LINEAR                |
| 49559 -       | 1999 CU92              | 10 février 1999       | LINEAR                |
| 49560 -       | 1999 CQ93              | 10 février 1999       | LINEAR                |
| 49561 -       | 1999 CA98              | 10 février 1999       | LINEAR                |
| 49562 -       | 1999 CF100             | 10 février 1999       | LINEAR                |
| 49563 -       | 1999 CQ100             | 10 février 1999       | LINEAR                |
| 49564 -       | 1999 CN103             | 12 février 1999       | LINEAR                |
| 49565 -       | 1999 CK104             | 12 février 1999       | LINEAR                |
| 49566 -       | 1999 CM106             | 12 février 1999       | LINEAR                |
| 49567 -       | 1999 CP107             | 12 février 1999       | LINEAR                |
| 49568 -       | 1999 CT107             | 12 février 1999       | LINEAR                |
| 49569 -       | 1999 CH109             | 12 février 1999       | LINEAR                |
| 49570 -       | 1999 CQ110             | 12 février 1999       | LINEAR                |
| 49571 -       | 1999 CA113             | 12 février 1999       | LINEAR                |
| 49572 -       | 1999 CE114             | 12 février 1999       | LINEAR                |
| 49573 -       | 1999 CB118             | 12 février 1999       | LINEAR                |
| 49574 -       | 1999 CO119             | 11 février 1999       | LINEAR                |
| 49575 -       | 1999 CX119             | 11 février 1999       | LINEAR                |
| 49576 -       | 1999 CN121             | 11 février 1999       | LINEAR                |
| 49577 -       | 1999 CB124             | 11 février 1999       | LINEAR                |
| 49578 -       | 1999 CD124             | 11 février 1999       | LINEAR                |
| 49579 -       | 1999 CL124             | 11 février 1999       | LINEAR                |
| 49580 -       | 1999 CL126             | 11 février 1999       | LINEAR                |
| 49581 -       | 1999 CO127             | 11 février 1999       | LINEAR                |
| 49582 -       | 1999 CB128             | 11 février 1999       | LINEAR                |
| 49583 -       | 1999 CU132             | 9 février 1999        | Spacewatch            |
| 49584 -       | 1999 CE133             | 7 février 1999        | Spacewatch            |
| 49585 -       | 1999 CO137             | 9 février 1999        | Spacewatch            |
| 49586 -       | 1999 CD138             | 11 février 1999       | Spacewatch            |
| 49587 -       | 1999 CL145             | 8 février 1999        | Spacewatch            |
| 49588 -       | 1999 CJ149             | 13 février 1999       | Spacewatch            |
| 49589 -       | 1999 CQ149             | 13 février 1999       | Spacewatch            |
| 49590 -       | 1999 DZ1               | 18 février 1999       | NEAT                  |
| 49591 -       | 1999 DO2               | 19 février 1999       | T. Kobayashi          |
| 49592 -       | 1999 DD7               | 25 février 1999       | T. Pauwels            |
| 49593 -       | 1999 DX7               | 18 février 1999       | LONEOS                |
| 49594 -       | 1999 EM13              | 10 mars 1999          | Spacewatch            |
| 49595 -       | 1999 FG                | 16 mars 1999          | K. Korlević, M. Jurić |
| 49596 -       | 1999 FT4               | 17 mars 1999          | Spacewatch            |
| 49597 -       | 1999 FY12              | 19 mars 1999          | Spacewatch            |
| 49598 -       | 1999 FU17              | 23 mars 1999          | Spacewatch            |
| 49599 -       | 1999 FM18              | 22 mars 1999          | LONEOS                |
| 49600 -       | 1999 FN18              | 22 mars 1999          | LONEOS                |

## 49601-49700
| Nom                  | Désignation provisoire | Date de la découverte | Découvreur                        |
| -------------------- | ---------------------- | --------------------- | --------------------------------- |
| 49601 -              | 1999 FG22              | 19 mars 1999          | LINEAR                            |
| 49602 -              | 1999 FH24              | 19 mars 1999          | LINEAR                            |
| 49603 -              | 1999 FC25              | 19 mars 1999          | LINEAR                            |
| 49604 -              | 1999 FP25              | 19 mars 1999          | LINEAR                            |
| 49605 -              | 1999 FE26              | 19 mars 1999          | LINEAR                            |
| 49606 -              | 1999 FU27              | 19 mars 1999          | LINEAR                            |
| 49607 -              | 1999 FC28              | 19 mars 1999          | LINEAR                            |
| 49608 -              | 1999 FX28              | 19 mars 1999          | LINEAR                            |
| 49609 -              | 1999 FO29              | 19 mars 1999          | LINEAR                            |
| 49610 -              | 1999 FY29              | 19 mars 1999          | LINEAR                            |
| 49611 -              | 1999 FV30              | 19 mars 1999          | LINEAR                            |
| 49612 -              | 1999 FA31              | 19 mars 1999          | LINEAR                            |
| 49613 -              | 1999 FS32              | 23 mars 1999          | K. Korlević                       |
| 49614 -              | 1999 FB39              | 20 mars 1999          | LINEAR                            |
| 49615 -              | 1999 FW41              | 20 mars 1999          | LINEAR                            |
| 49616 -              | 1999 FY42              | 20 mars 1999          | LINEAR                            |
| 49617 -              | 1999 FJ43              | 20 mars 1999          | LINEAR                            |
| 49618 -              | 1999 FC44              | 20 mars 1999          | LINEAR                            |
| 49619 -              | 1999 FU46              | 20 mars 1999          | LINEAR                            |
| 49620 -              | 1999 FH51              | 20 mars 1999          | LINEAR                            |
| 49621 -              | 1999 GL                | 6 avril 1999          | P. G. Comba                       |
| 49622 -              | 1999 GO3               | 9 avril 1999          | K. Korlević                       |
| 49623 -              | 1999 GB5               | 7 avril 1999          | Y. Shimizu, T. Urata              |
| 49624 -              | 1999 GR10              | 11 avril 1999         | Spacewatch                        |
| 49625 -              | 1999 GS10              | 11 avril 1999         | Spacewatch                        |
| 49626 -              | 1999 GL16              | 9 avril 1999          | LINEAR                            |
| 49627 -              | 1999 GP16              | 15 avril 1999         | LINEAR                            |
| 49628 -              | 1999 GV16              | 15 avril 1999         | LINEAR                            |
| 49629 -              | 1999 GF20              | 15 avril 1999         | LINEAR                            |
| 49630 -              | 1999 GB21              | 15 avril 1999         | LINEAR                            |
| 49631 -              | 1999 GA23              | 6 avril 1999          | LINEAR                            |
| 49632 -              | 1999 GV37              | 12 avril 1999         | LINEAR                            |
| 49633 -              | 1999 GC38              | 12 avril 1999         | LINEAR                            |
| 49634 -              | 1999 GS41              | 12 avril 1999         | LINEAR                            |
| 49635 -              | 1999 GA47              | 6 avril 1999          | LONEOS                            |
| 49636 -              | 1999 HJ1               | 16 avril 1999         | LINEAR                            |
| 49637 -              | 1999 HO8               | 16 avril 1999         | LINEAR                            |
| 49638 -              | 1999 HK9               | 17 avril 1999         | LINEAR                            |
| 49639 -              | 1999 JJ17              | 15 mai 1999           | Spacewatch                        |
| 49640 -              | 1999 JH19              | 10 mai 1999           | LINEAR                            |
| 49641 -              | 1999 JX25              | 10 mai 1999           | LINEAR                            |
| 49642 -              | 1999 JK26              | 10 mai 1999           | LINEAR                            |
| 49643 -              | 1999 JH31              | 10 mai 1999           | LINEAR                            |
| 49644 -              | 1999 JJ33              | 10 mai 1999           | LINEAR                            |
| 49645 -              | 1999 JU34              | 10 mai 1999           | LINEAR                            |
| 49646 -              | 1999 JX34              | 10 mai 1999           | LINEAR                            |
| 49647 -              | 1999 JW37              | 10 mai 1999           | LINEAR                            |
| 49648 -              | 1999 JR45              | 10 mai 1999           | LINEAR                            |
| 49649 -              | 1999 JC46              | 10 mai 1999           | LINEAR                            |
| 49650 -              | 1999 JH61              | 10 mai 1999           | LINEAR                            |
| 49651 -              | 1999 JR66              | 12 mai 1999           | LINEAR                            |
| 49652 -              | 1999 JW81              | 12 mai 1999           | LINEAR                            |
| 49653 -              | 1999 JO85              | 15 mai 1999           | LINEAR                            |
| 49654 -              | 1999 JV85              | 12 mai 1999           | LINEAR                            |
| 49655 -              | 1999 JY87              | 12 mai 1999           | LINEAR                            |
| 49656 -              | 1999 JK92              | 12 mai 1999           | LINEAR                            |
| 49657 -              | 1999 JH99              | 12 mai 1999           | LINEAR                            |
| 49658 -              | 1999 JK105             | 13 mai 1999           | LINEAR                            |
| 49659 -              | 1999 JC118             | 13 mai 1999           | LINEAR                            |
| 49660 -              | 1999 JU130             | 13 mai 1999           | LINEAR                            |
| 49661 -              | 1999 JH138             | 8 mai 1999            | LINEAR                            |
| 49662 -              | 1999 KC3               | 17 mai 1999           | Spacewatch                        |
| 49663 -              | 1999 LV4               | 8 juin 1999           | LINEAR                            |
| 49664 -              | 1999 MV                | 22 juin 1999          | CSS                               |
| 49665 -              | 1999 NL2               | 12 juillet 1999       | LINEAR                            |
| 49666 -              | 1999 NZ57              | 13 juillet 1999       | LINEAR                            |
| 49667 -              | 1999 OM2               | 22 juillet 1999       | LINEAR                            |
| 49668 -              | 1999 OP2               | 22 juillet 1999       | LINEAR                            |
| 49669 -              | 1999 RZ30              | 8 septembre 1999      | LINEAR                            |
| 49670 -              | 1999 RZ33              | 10 septembre 1999     | LINEAR                            |
| 49671 -              | 1999 RP46              | 7 septembre 1999      | LINEAR                            |
| 49672 -              | 1999 RM103             | 8 septembre 1999      | LINEAR                            |
| (49673) 1999 RA215   | 1999 RA215             | 13 septembre 1999     | D. Davis, B. J. Gladman, C. Neese |
| 49674 -              | 1999 SB5               | 30 septembre 1999     | LINEAR                            |
| 49675 -              | 1999 SW27              | 18 septembre 1999     | LINEAR                            |
| 49676 -              | 1999 TZ2               | 2 octobre 1999        | CSS                               |
| 49677 -              | 1999 TB3               | 4 octobre 1999        | P. G. Comba                       |
| 49678 -              | 1999 TQ7               | 2 octobre 1999        | LINEAR                            |
| 49679 -              | 1999 TZ7               | 6 octobre 1999        | Črni Vrh                          |
| 49680 -              | 1999 TN9               | 7 octobre 1999        | K. Korlević, M. Jurić             |
| 49681 -              | 1999 TN25              | 3 octobre 1999        | LINEAR                            |
| 49682 -              | 1999 TT29              | 4 octobre 1999        | LINEAR                            |
| 49683 -              | 1999 TX70              | 9 octobre 1999        | Spacewatch                        |
| 49684 -              | 1999 TH137             | 6 octobre 1999        | LINEAR                            |
| 49685 -              | 1999 TT145             | 7 octobre 1999        | LINEAR                            |
| 49686 -              | 1999 TP154             | 7 octobre 1999        | LINEAR                            |
| 49687 -              | 1999 TQ178             | 10 octobre 1999       | LINEAR                            |
| 49688 -              | 1999 TO198             | 12 octobre 1999       | LINEAR                            |
| 49689 -              | 1999 TM200             | 12 octobre 1999       | LINEAR                            |
| 49690 -              | 1999 TB212             | 15 octobre 1999       | LINEAR                            |
| 49691 -              | 1999 TJ230             | 3 octobre 1999        | CSS                               |
| 49692 -              | 1999 UB7               | 29 octobre 1999       | Spacewatch                        |
| 49693 -              | 1999 UR10              | 31 octobre 1999       | LINEAR                            |
| 49694 -              | 1999 US41              | 18 octobre 1999       | LONEOS                            |
| 49695 -              | 1999 UF42              | 20 octobre 1999       | LONEOS                            |
| 49696 -              | 1999 UW42              | 28 octobre 1999       | CSS                               |
| 49697 -              | 1999 UK52              | 31 octobre 1999       | CSS                               |
| (49698) Váchal       | 1999 VA                | 1er novembre 1999     | Kleť                              |
| (49699) Hidetakasato | 1999 VZ                | 3 novembre 1999       | H. Abe                            |
| (49700) Mather       | 1999 VN1               | 1er novembre 1999     | E. W. Elst, S. I. Ipatov          |

## 49701-49800
| Nom             | Désignation provisoire | Date de la découverte | Découvreur                       |
| --------------- | ---------------------- | --------------------- | -------------------------------- |
| 49701 -         | 1999 VZ1               | 5 novembre 1999       | J. M. Roe                        |
| (49702) Koikeda | 1999 VC2               | 4 novembre 1999       | A. Tsuchikawa                    |
| 49703 -         | 1999 VT12              | 11 novembre 1999      | C. W. Juels                      |
| 49704 -         | 1999 VR15              | 2 novembre 1999       | Spacewatch                       |
| 49705 -         | 1999 VC19              | 11 novembre 1999      | G. Bell, G. Hug                  |
| 49706 -         | 1999 VB21              | 10 novembre 1999      | T. Kagawa                        |
| 49707 -         | 1999 VZ23              | 13 novembre 1999      | F. Uto                           |
| 49708 -         | 1999 VH26              | 3 novembre 1999       | LINEAR                           |
| 49709 -         | 1999 VJ26              | 3 novembre 1999       | LINEAR                           |
| 49710 -         | 1999 VC27              | 3 novembre 1999       | LINEAR                           |
| 49711 -         | 1999 VB29              | 3 novembre 1999       | LINEAR                           |
| 49712 -         | 1999 VP29              | 3 novembre 1999       | LINEAR                           |
| 49713 -         | 1999 VB34              | 3 novembre 1999       | LINEAR                           |
| 49714 -         | 1999 VP34              | 3 novembre 1999       | LINEAR                           |
| 49715 -         | 1999 VZ34              | 3 novembre 1999       | LINEAR                           |
| 49716 -         | 1999 VZ35              | 3 novembre 1999       | LINEAR                           |
| 49717 -         | 1999 VR36              | 3 novembre 1999       | LINEAR                           |
| 49718 -         | 1999 VP39              | 10 novembre 1999      | LINEAR                           |
| 49719 -         | 1999 VE50              | 3 novembre 1999       | LINEAR                           |
| 49720 -         | 1999 VV52              | 3 novembre 1999       | LINEAR                           |
| 49721 -         | 1999 VX52              | 3 novembre 1999       | LINEAR                           |
| 49722 -         | 1999 VS63              | 4 novembre 1999       | LINEAR                           |
| 49723 -         | 1999 VX64              | 4 novembre 1999       | LINEAR                           |
| 49724 -         | 1999 VQ66              | 4 novembre 1999       | LINEAR                           |
| 49725 -         | 1999 VD67              | 4 novembre 1999       | LINEAR                           |
| 49726 -         | 1999 VF67              | 4 novembre 1999       | LINEAR                           |
| 49727 -         | 1999 VG69              | 4 novembre 1999       | LINEAR                           |
| 49728 -         | 1999 VE72              | 11 novembre 1999      | BAO Schmidt CCD Asteroid Program |
| 49729 -         | 1999 VB73              | 12 novembre 1999      | LINEAR                           |
| 49730 -         | 1999 VQ78              | 4 novembre 1999       | LINEAR                           |
| 49731 -         | 1999 VR80              | 4 novembre 1999       | LINEAR                           |
| 49732 -         | 1999 VX85              | 4 novembre 1999       | LINEAR                           |
| 49733 -         | 1999 VB103             | 9 novembre 1999       | LINEAR                           |
| 49734 -         | 1999 VR106             | 9 novembre 1999       | LINEAR                           |
| 49735 -         | 1999 VX106             | 9 novembre 1999       | LINEAR                           |
| 49736 -         | 1999 VU109             | 9 novembre 1999       | LINEAR                           |
| 49737 -         | 1999 VS112             | 9 novembre 1999       | LINEAR                           |
| 49738 -         | 1999 VP113             | 4 novembre 1999       | CSS                              |
| 49739 -         | 1999 VZ121             | 4 novembre 1999       | Spacewatch                       |
| 49740 -         | 1999 VV123             | 5 novembre 1999       | Spacewatch                       |
| 49741 -         | 1999 VW124             | 9 novembre 1999       | LINEAR                           |
| 49742 -         | 1999 VS129             | 11 novembre 1999      | Spacewatch                       |
| 49743 -         | 1999 VP143             | 11 novembre 1999      | CSS                              |
| 49744 -         | 1999 VO145             | 9 novembre 1999       | LINEAR                           |
| 49745 -         | 1999 VM153             | 11 novembre 1999      | Spacewatch                       |
| 49746 -         | 1999 VG156             | 12 novembre 1999      | LINEAR                           |
| 49747 -         | 1999 VK161             | 14 novembre 1999      | LINEAR                           |
| 49748 -         | 1999 VD166             | 14 novembre 1999      | LINEAR                           |
| 49749 -         | 1999 VQ166             | 14 novembre 1999      | LINEAR                           |
| 49750 -         | 1999 VV167             | 14 novembre 1999      | LINEAR                           |
| 49751 -         | 1999 VL168             | 14 novembre 1999      | LINEAR                           |
| 49752 -         | 1999 VP169             | 14 novembre 1999      | LINEAR                           |
| 49753 -         | 1999 VD172             | 14 novembre 1999      | LINEAR                           |
| 49754 -         | 1999 VL172             | 14 novembre 1999      | LINEAR                           |
| 49755 -         | 1999 VO172             | 14 novembre 1999      | LINEAR                           |
| 49756 -         | 1999 VJ177             | 5 novembre 1999       | LINEAR                           |
| 49757 -         | 1999 VO183             | 12 novembre 1999      | LINEAR                           |
| 49758 -         | 1999 VY188             | 15 novembre 1999      | LINEAR                           |
| 49759 -         | 1999 VX189             | 15 novembre 1999      | LINEAR                           |
| 49760 -         | 1999 VK190             | 15 novembre 1999      | LINEAR                           |
| 49761 -         | 1999 VU201             | 3 novembre 1999       | LINEAR                           |
| 49762 -         | 1999 VQ207             | 13 novembre 1999      | CSS                              |
| 49763 -         | 1999 VO210             | 12 novembre 1999      | LONEOS                           |
| 49764 -         | 1999 VE212             | 12 novembre 1999      | LINEAR                           |
| 49765 -         | 1999 VB217             | 4 novembre 1999       | LINEAR                           |
| 49766 -         | 1999 WS                | 18 novembre 1999      | T. Urata                         |
| 49767 -         | 1999 WK2               | 26 novembre 1999      | K. Korlević                      |
| 49768 -         | 1999 WP3               | 28 novembre 1999      | T. Kobayashi                     |
| 49769 -         | 1999 WZ6               | 28 novembre 1999      | K. Korlević                      |
| 49770 -         | 1999 WC7               | 28 novembre 1999      | K. Korlević                      |
| 49771 -         | 1999 WP7               | 28 novembre 1999      | K. Korlević                      |
| 49772 -         | 1999 WT7               | 28 novembre 1999      | K. Korlević                      |
| 49773 -         | 1999 WJ8               | 28 novembre 1999      | T. Kobayashi                     |
| 49774 -         | 1999 WT9               | 30 novembre 1999      | T. Kobayashi                     |
| 49775 -         | 1999 WO13              | 29 novembre 1999      | K. Korlević                      |
| 49776 -         | 1999 WG18              | 28 novembre 1999      | K. Korlević                      |
| (49777) Cappi   | 1999 XS                | 2 décembre 1999       | P. G. Comba                      |
| 49778 -         | 1999 XT                | 2 décembre 1999       | LINEAR                           |
| 49779 -         | 1999 XG3               | 4 décembre 1999       | CSS                              |
| 49780 -         | 1999 XG6               | 4 décembre 1999       | CSS                              |
| 49781 -         | 1999 XT7               | 4 décembre 1999       | C. W. Juels                      |
| 49782 -         | 1999 XK9               | 2 décembre 1999       | Spacewatch                       |
| 49783 -         | 1999 XW9               | 4 décembre 1999       | Spacewatch                       |
| 49784 -         | 1999 XA10              | 5 décembre 1999       | Spacewatch                       |
| 49785 -         | 1999 XB10              | 5 décembre 1999       | Spacewatch                       |
| 49786 -         | 1999 XE11              | 5 décembre 1999       | CSS                              |
| 49787 -         | 1999 XY11              | 6 décembre 1999       | CSS                              |
| 49788 -         | 1999 XA13              | 5 décembre 1999       | LINEAR                           |
| 49789 -         | 1999 XY15              | 6 décembre 1999       | K. Korlević                      |
| 49790 -         | 1999 XF20              | 5 décembre 1999       | LINEAR                           |
| 49791 -         | 1999 XF31              | 6 décembre 1999       | LINEAR                           |
| 49792 -         | 1999 XO31              | 6 décembre 1999       | LINEAR                           |
| 49793 -         | 1999 XX31              | 6 décembre 1999       | LINEAR                           |
| 49794 -         | 1999 XH32              | 6 décembre 1999       | LINEAR                           |
| 49795 -         | 1999 XJ32              | 6 décembre 1999       | LINEAR                           |
| 49796 -         | 1999 XS32              | 6 décembre 1999       | LINEAR                           |
| 49797 -         | 1999 XC33              | 6 décembre 1999       | LINEAR                           |
| 49798 -         | 1999 XL33              | 6 décembre 1999       | LINEAR                           |
| 49799 -         | 1999 XB34              | 6 décembre 1999       | LINEAR                           |
| 49800 -         | 1999 XL34              | 6 décembre 1999       | LINEAR                           |

## 49801-49900
| Nom     | Désignation provisoire | Date de la découverte | Découvreur     |
| ------- | ---------------------- | --------------------- | -------------- |
| 49801 - | 1999 XP34              | 6 décembre 1999       | LINEAR         |
| 49802 - | 1999 XA35              | 6 décembre 1999       | LINEAR         |
| 49803 - | 1999 XG35              | 7 décembre 1999       | LINEAR         |
| 49804 - | 1999 XM35              | 4 décembre 1999       | CSS            |
| 49805 - | 1999 XC36              | 6 décembre 1999       | T. Kobayashi   |
| 49806 - | 1999 XL38              | 8 décembre 1999       | LINEAR         |
| 49807 - | 1999 XL39              | 6 décembre 1999       | LINEAR         |
| 49808 - | 1999 XD40              | 6 décembre 1999       | LINEAR         |
| 49809 - | 1999 XC42              | 7 décembre 1999       | LINEAR         |
| 49810 - | 1999 XH43              | 7 décembre 1999       | LINEAR         |
| 49811 - | 1999 XT44              | 7 décembre 1999       | LINEAR         |
| 49812 - | 1999 XH46              | 7 décembre 1999       | LINEAR         |
| 49813 - | 1999 XQ46              | 7 décembre 1999       | LINEAR         |
| 49814 - | 1999 XL47              | 7 décembre 1999       | LINEAR         |
| 49815 - | 1999 XK56              | 7 décembre 1999       | LINEAR         |
| 49816 - | 1999 XZ57              | 7 décembre 1999       | LINEAR         |
| 49817 - | 1999 XC58              | 7 décembre 1999       | LINEAR         |
| 49818 - | 1999 XT58              | 7 décembre 1999       | LINEAR         |
| 49819 - | 1999 XA59              | 7 décembre 1999       | LINEAR         |
| 49820 - | 1999 XS64              | 7 décembre 1999       | LINEAR         |
| 49821 - | 1999 XA70              | 7 décembre 1999       | LINEAR         |
| 49822 - | 1999 XD70              | 7 décembre 1999       | LINEAR         |
| 49823 - | 1999 XV71              | 7 décembre 1999       | LINEAR         |
| 49824 - | 1999 XV73              | 7 décembre 1999       | LINEAR         |
| 49825 - | 1999 XW73              | 7 décembre 1999       | LINEAR         |
| 49826 - | 1999 XN74              | 7 décembre 1999       | LINEAR         |
| 49827 - | 1999 XM77              | 7 décembre 1999       | LINEAR         |
| 49828 - | 1999 XE82              | 7 décembre 1999       | LINEAR         |
| 49829 - | 1999 XA83              | 7 décembre 1999       | LINEAR         |
| 49830 - | 1999 XP83              | 7 décembre 1999       | LINEAR         |
| 49831 - | 1999 XT83              | 7 décembre 1999       | LINEAR         |
| 49832 - | 1999 XA84              | 7 décembre 1999       | LINEAR         |
| 49833 - | 1999 XB84              | 7 décembre 1999       | LINEAR         |
| 49834 - | 1999 XC84              | 7 décembre 1999       | LINEAR         |
| 49835 - | 1999 XK84              | 7 décembre 1999       | LINEAR         |
| 49836 - | 1999 XD85              | 7 décembre 1999       | LINEAR         |
| 49837 - | 1999 XN85              | 7 décembre 1999       | LINEAR         |
| 49838 - | 1999 XS86              | 7 décembre 1999       | LINEAR         |
| 49839 - | 1999 XY87              | 7 décembre 1999       | LINEAR         |
| 49840 - | 1999 XQ89              | 7 décembre 1999       | LINEAR         |
| 49841 - | 1999 XN90              | 7 décembre 1999       | LINEAR         |
| 49842 - | 1999 XS90              | 7 décembre 1999       | LINEAR         |
| 49843 - | 1999 XP92              | 7 décembre 1999       | LINEAR         |
| 49844 - | 1999 XR92              | 7 décembre 1999       | LINEAR         |
| 49845 - | 1999 XA93              | 7 décembre 1999       | LINEAR         |
| 49846 - | 1999 XE93              | 7 décembre 1999       | LINEAR         |
| 49847 - | 1999 XO93              | 7 décembre 1999       | LINEAR         |
| 49848 - | 1999 XG94              | 7 décembre 1999       | LINEAR         |
| 49849 - | 1999 XK94              | 7 décembre 1999       | LINEAR         |
| 49850 - | 1999 XM94              | 7 décembre 1999       | LINEAR         |
| 49851 - | 1999 XM95              | 7 décembre 1999       | T. Kobayashi   |
| 49852 - | 1999 XA96              | 9 décembre 1999       | T. Kobayashi   |
| 49853 - | 1999 XG96              | 7 décembre 1999       | LINEAR         |
| 49854 - | 1999 XB98              | 7 décembre 1999       | LINEAR         |
| 49855 - | 1999 XV98              | 7 décembre 1999       | LINEAR         |
| 49856 - | 1999 XC99              | 7 décembre 1999       | LINEAR         |
| 49857 - | 1999 XD99              | 7 décembre 1999       | LINEAR         |
| 49858 - | 1999 XZ99              | 7 décembre 1999       | LINEAR         |
| 49859 - | 1999 XB100             | 7 décembre 1999       | LINEAR         |
| 49860 - | 1999 XO100             | 7 décembre 1999       | LINEAR         |
| 49861 - | 1999 XG101             | 7 décembre 1999       | LINEAR         |
| 49862 - | 1999 XC104             | 9 décembre 1999       | T. Kagawa      |
| 49863 - | 1999 XK104             | 7 décembre 1999       | LINEAR         |
| 49864 - | 1999 XS104             | 10 décembre 1999      | T. Kobayashi   |
| 49865 - | 1999 XF108             | 4 décembre 1999       | CSS            |
| 49866 - | 1999 XG111             | 7 décembre 1999       | CSS            |
| 49867 - | 1999 XL111             | 8 décembre 1999       | CSS            |
| 49868 - | 1999 XF112             | 7 décembre 1999       | LINEAR         |
| 49869 - | 1999 XG115             | 12 décembre 1999      | G. W. Billings |
| 49870 - | 1999 XK118             | 5 décembre 1999       | CSS            |
| 49871 - | 1999 XY118             | 5 décembre 1999       | CSS            |
| 49872 - | 1999 XT124             | 7 décembre 1999       | CSS            |
| 49873 - | 1999 XZ124             | 7 décembre 1999       | CSS            |
| 49874 - | 1999 XW129             | 12 décembre 1999      | LINEAR         |
| 49875 - | 1999 XR130             | 12 décembre 1999      | LINEAR         |
| 49876 - | 1999 XG131             | 12 décembre 1999      | LINEAR         |
| 49877 - | 1999 XD133             | 12 décembre 1999      | LINEAR         |
| 49878 - | 1999 XF134             | 12 décembre 1999      | LINEAR         |
| 49879 - | 1999 XH135             | 6 décembre 1999       | LINEAR         |
| 49880 - | 1999 XP135             | 8 décembre 1999       | LINEAR         |
| 49881 - | 1999 XO138             | 4 décembre 1999       | Spacewatch     |
| 49882 - | 1999 XO140             | 2 décembre 1999       | Spacewatch     |
| 49883 - | 1999 XW140             | 2 décembre 1999       | Spacewatch     |
| 49884 - | 1999 XA144             | 10 décembre 1999      | LINEAR         |
| 49885 - | 1999 XG146             | 7 décembre 1999       | Spacewatch     |
| 49886 - | 1999 XX151             | 7 décembre 1999       | Spacewatch     |
| 49887 - | 1999 XH156             | 8 décembre 1999       | LINEAR         |
| 49888 - | 1999 XQ156             | 8 décembre 1999       | LINEAR         |
| 49889 - | 1999 XA158             | 8 décembre 1999       | LINEAR         |
| 49890 - | 1999 XE158             | 8 décembre 1999       | LINEAR         |
| 49891 - | 1999 XF158             | 8 décembre 1999       | LINEAR         |
| 49892 - | 1999 XG159             | 8 décembre 1999       | LINEAR         |
| 49893 - | 1999 XF160             | 8 décembre 1999       | LINEAR         |
| 49894 - | 1999 XJ160             | 8 décembre 1999       | LINEAR         |
| 49895 - | 1999 XK160             | 8 décembre 1999       | LINEAR         |
| 49896 - | 1999 XN160             | 8 décembre 1999       | LINEAR         |
| 49897 - | 1999 XY160             | 8 décembre 1999       | LINEAR         |
| 49898 - | 1999 XZ160             | 8 décembre 1999       | LINEAR         |
| 49899 - | 1999 XA163             | 8 décembre 1999       | Spacewatch     |
| 49900 - | 1999 XV163             | 8 décembre 1999       | CSS            |

## 49901-50000
| Nom            | Désignation provisoire | Date de la découverte | Découvreur                  |
| -------------- | ---------------------- | --------------------- | --------------------------- |
| 49901 -        | 1999 XK164             | 8 décembre 1999       | LINEAR                      |
| 49902 -        | 1999 XS164             | 8 décembre 1999       | LINEAR                      |
| 49903 -        | 1999 XK165             | 8 décembre 1999       | LINEAR                      |
| 49904 -        | 1999 XN165             | 8 décembre 1999       | LINEAR                      |
| 49905 -        | 1999 XU165             | 8 décembre 1999       | LINEAR                      |
| 49906 -        | 1999 XX165             | 8 décembre 1999       | LINEAR                      |
| 49907 -        | 1999 XZ165             | 9 décembre 1999       | LINEAR                      |
| 49908 -        | 1999 XZ168             | 10 décembre 1999      | LINEAR                      |
| 49909 -        | 1999 XB169             | 10 décembre 1999      | LINEAR                      |
| 49910 -        | 1999 XS169             | 10 décembre 1999      | LINEAR                      |
| 49911 -        | 1999 XT169             | 10 décembre 1999      | LINEAR                      |
| 49912 -        | 1999 XY170             | 10 décembre 1999      | LINEAR                      |
| 49913 -        | 1999 XE171             | 10 décembre 1999      | LINEAR                      |
| 49914 -        | 1999 XG171             | 10 décembre 1999      | LINEAR                      |
| 49915 -        | 1999 XU171             | 10 décembre 1999      | LINEAR                      |
| 49916 -        | 1999 XV171             | 10 décembre 1999      | LINEAR                      |
| 49917 -        | 1999 XG172             | 10 décembre 1999      | LINEAR                      |
| 49918 -        | 1999 XX172             | 10 décembre 1999      | LINEAR                      |
| 49919 -        | 1999 XY172             | 10 décembre 1999      | LINEAR                      |
| 49920 -        | 1999 XV173             | 10 décembre 1999      | LINEAR                      |
| 49921 -        | 1999 XL174             | 10 décembre 1999      | LINEAR                      |
| 49922 -        | 1999 XP174             | 10 décembre 1999      | LINEAR                      |
| 49923 -        | 1999 XQ174             | 10 décembre 1999      | LINEAR                      |
| 49924 -        | 1999 XY174             | 10 décembre 1999      | LINEAR                      |
| 49925 -        | 1999 XJ175             | 10 décembre 1999      | LINEAR                      |
| 49926 -        | 1999 XK175             | 10 décembre 1999      | LINEAR                      |
| 49927 -        | 1999 XG176             | 10 décembre 1999      | LINEAR                      |
| 49928 -        | 1999 XN176             | 10 décembre 1999      | LINEAR                      |
| 49929 -        | 1999 XU176             | 10 décembre 1999      | LINEAR                      |
| 49930 -        | 1999 XZ176             | 10 décembre 1999      | LINEAR                      |
| 49931 -        | 1999 XL177             | 10 décembre 1999      | LINEAR                      |
| 49932 -        | 1999 XK178             | 10 décembre 1999      | LINEAR                      |
| 49933 -        | 1999 XD179             | 10 décembre 1999      | LINEAR                      |
| 49934 -        | 1999 XU179             | 10 décembre 1999      | LINEAR                      |
| 49935 -        | 1999 XV179             | 10 décembre 1999      | LINEAR                      |
| 49936 -        | 1999 XD180             | 10 décembre 1999      | LINEAR                      |
| 49937 -        | 1999 XO180             | 10 décembre 1999      | LINEAR                      |
| 49938 -        | 1999 XS180             | 10 décembre 1999      | LINEAR                      |
| 49939 -        | 1999 XV180             | 10 décembre 1999      | LINEAR                      |
| 49940 -        | 1999 XZ186             | 12 décembre 1999      | LINEAR                      |
| 49941 -        | 1999 XN187             | 12 décembre 1999      | LINEAR                      |
| 49942 -        | 1999 XL188             | 12 décembre 1999      | LINEAR                      |
| 49943 -        | 1999 XW192             | 12 décembre 1999      | LINEAR                      |
| 49944 -        | 1999 XQ193             | 12 décembre 1999      | LINEAR                      |
| 49945 -        | 1999 XC201             | 12 décembre 1999      | LINEAR                      |
| 49946 -        | 1999 XD204             | 12 décembre 1999      | LINEAR                      |
| 49947 -        | 1999 XY204             | 12 décembre 1999      | LINEAR                      |
| 49948 -        | 1999 XF205             | 12 décembre 1999      | LINEAR                      |
| 49949 -        | 1999 XG207             | 12 décembre 1999      | LINEAR                      |
| 49950 -        | 1999 XJ207             | 12 décembre 1999      | LINEAR                      |
| 49951 -        | 1999 XT211             | 13 décembre 1999      | LINEAR                      |
| 49952 -        | 1999 XH212             | 14 décembre 1999      | LINEAR                      |
| 49953 -        | 1999 XL215             | 14 décembre 1999      | LINEAR                      |
| 49954 -        | 1999 XL216             | 13 décembre 1999      | Spacewatch                  |
| 49955 -        | 1999 XU216             | 13 décembre 1999      | Spacewatch                  |
| 49956 -        | 1999 XZ220             | 14 décembre 1999      | LINEAR                      |
| 49957 -        | 1999 XQ221             | 15 décembre 1999      | LINEAR                      |
| 49958 -        | 1999 XC223             | 15 décembre 1999      | LINEAR                      |
| 49959 -        | 1999 XJ225             | 13 décembre 1999      | Spacewatch                  |
| 49960 -        | 1999 XN225             | 13 décembre 1999      | Spacewatch                  |
| 49961 -        | 1999 XZ226             | 15 décembre 1999      | Spacewatch                  |
| 49962 -        | 1999 XU227             | 15 décembre 1999      | Spacewatch                  |
| 49963 -        | 1999 XH228             | 14 décembre 1999      | Spacewatch                  |
| 49964 -        | 1999 XQ228             | 14 décembre 1999      | Spacewatch                  |
| 49965 -        | 1999 XA231             | 7 décembre 1999       | CSS                         |
| 49966 -        | 1999 XT231             | 8 décembre 1999       | LINEAR                      |
| 49967 -        | 1999 XC235             | 3 décembre 1999       | LONEOS                      |
| 49968 -        | 1999 XN243             | 3 décembre 1999       | LONEOS                      |
| 49969 -        | 1999 XS247             | 6 décembre 1999       | LINEAR                      |
| 49970 -        | 1999 XD249             | 6 décembre 1999       | LINEAR                      |
| 49971 -        | 1999 XZ249             | 6 décembre 1999       | LINEAR                      |
| 49972 -        | 1999 XL255             | 12 décembre 1999      | Spacewatch                  |
| 49973 -        | 1999 YQ                | 16 décembre 1999      | LINEAR                      |
| 49974 -        | 1999 YT2               | 16 décembre 1999      | Spacewatch                  |
| 49975 -        | 1999 YZ2               | 16 décembre 1999      | LINEAR                      |
| 49976 -        | 1999 YR4               | 28 décembre 1999      | G. Hug, G. Bell             |
| 49977 -        | 1999 YS4               | 28 décembre 1999      | G. Hug, G. Bell             |
| 49978 -        | 1999 YT5               | 28 décembre 1999      | LINEAR                      |
| 49979 -        | 1999 YB8               | 27 décembre 1999      | Spacewatch                  |
| 49980 -        | 1999 YQ10              | 27 décembre 1999      | Spacewatch                  |
| 49981 -        | 1999 YJ13              | 30 décembre 1999      | K. Korlević                 |
| 49982 -        | 1999 YP22              | 31 décembre 1999      | LONEOS                      |
| 49983 -        | 1999 YX22              | 31 décembre 1999      | LONEOS                      |
| 49984 -        | 2000 AA1               | 2 janvier 2000        | Spacewatch                  |
| 49985 -        | 2000 AX1               | 2 janvier 2000        | K. Korlević                 |
| 49986 -        | 2000 AF2               | 3 janvier 2000        | T. Kobayashi                |
| (49987) Bonata | 2000 AB5               | 3 janvier 2000        | L. Tesi, G. Forti           |
| 49988 -        | 2000 AE5               | 3 janvier 2000        | T. Kagawa                   |
| 49989 -        | 2000 AJ5               | 2 janvier 2000        | K. Korlević                 |
| 49990 -        | 2000 AK5               | 4 janvier 2000        | K. Korlević                 |
| 49991 -        | 2000 AZ5               | 4 janvier 2000        | Spacewatch                  |
| 49992 -        | 2000 AQ7               | 2 janvier 2000        | LINEAR                      |
| 49993 -        | 2000 AH8               | 2 janvier 2000        | LINEAR                      |
| 49994 -        | 2000 AR9               | 2 janvier 2000        | LINEAR                      |
| 49995 -        | 2000 AG11              | 3 janvier 2000        | LINEAR                      |
| 49996 -        | 2000 AP11              | 3 janvier 2000        | LINEAR                      |
| 49997 -        | 2000 AZ12              | 3 janvier 2000        | LINEAR                      |
| 49998 -        | 2000 AA13              | 3 janvier 2000        | LINEAR                      |
| 49999 -        | 2000 AW14              | 3 janvier 2000        | LINEAR                      |
| (50000) Quaoar | 2002 LM60              | 4 juin 2002           | C. A. Trujillo, M. E. Brown |